# Відкритий чемпіонат Австралії з тенісу 1984
Відкритий чемпіонат Австралії з тенісу 1984 — тенісний турнір, що проходив між 26 листопада та 9 грудня 1984 року на кортах стадіону Куйонг у в Мельбурні, Австралія. Це був 73-ий чемпіонат Австралії з тенісу і четвертий турнір Великого шолома в 1984 році. 

## Огляд подій та досягнень
Матс Віландер відстояв свій титул, удруге став чемпіоном Австралії й виграв третій турнір Великого шолома. 
У жінок минулорічна чемпіонка Мартіна Навратілова поступилася в півфіналі Гелені Суковій. На цьому завершилася серія з 6 виграшів турнірів Великого шолома поспіль. Перервалася також її безпрецедентна серія з 74 виграних матчів. Навратіловій не вистачило двох перемог до календарного великого шолома. А перемогла в турнірі Кріс Еверт, для якої це були друге австралійське чемпіонство й 16-ий титул Великого шолома. Загальна кількість перемог Еверт перевищила тисячу. Після фіналу вона мала в своєму активі 1003 виграні гри. 
У парному жіночому розряді Навратілова та Пем Шрайвер завершили календарний великий шолом.

## Результати фінальних матчів

### Дорослі
| Одиночний розряд. Чоловіки      |                                  |                              |
| Матс Віландер                   | Кевін Каррен                     | 6–7(5–7), 6–4, 7–6(7–3), 6–2 |
|                                 |                                  |                              |
| Одиночний розряд. Жінки         |                                  |                              |
| Кріс Еверт                      | Гелена Сукова                    | 6–7(4–7), 6–1, 6–3           |
|                                 |                                  |                              |
| Парний розряд. Чоловіки         |                                  |                              |
| Марк Едмондсон Шервуд Стюарт    | Йоакім Нюстрем Матс Віландер     | 6–2, 6–2, 7–5                |
|                                 |                                  |                              |
| Парний розряд. Жінки            |                                  |                              |
| Мартіна Навратілова Пем Шрайвер | Клаудія Коде-Кільш Гелена Сукова | 6–3, 6–4                     |
|                                 |                                  |                              |
| Мікст                           |                                  |                              |
| Змагання не проводилися         |                                  |                              |
|                                 |                                  |                              |

### Юніори
| Одиночний розряд. Хлопці  |                              |               |
| Марк Кратцманн            | Патрік Флінн                 | 6–4, 6–1      |
|                           |                              |               |
| Одиночний розряд. Дівчата |                              |               |
| Аннабел Крофт             | Гелена Дальстром             | 6–0, 6–1      |
|                           |                              |               |
| Парний розряд. Хлопці     |                              |               |
| Майк Бароч Марк Кратцманн | Бретт Кастер Девід Макферсон | 6–2, 5–7, 7–5 |
|                           |                              |               |
| Парний розряд. Дівчата    |                              |               |
| Луїз Філд Лариса Савченко | Джекі Мастерз Мішель Парун   | 7–6, 6–2      |
|                           |                              |               |